# Miguel España
Miguel España (Cidade do México, 31 de janeiro de 1964) é um ex-futebolista mexicano que competiu na Copa do Mundo FIFA de 1986.É um jogador de futebol mexicano e treinador. Ele era um jogador de Pumas UNAM, e assumiu como técnico, depois que Hugo Sánchez deixou o cargo de treinador, e ele levou seu time para a Copa Sul-Americana 2005, mas no final eles perderam. Atualmente, ele treina o Borregos Selvagens time de futebol na universidade Tecnológico de Monterrey Campus Ciudad de México.                              